# Ernst Heller (Bildhauer)
Ernst Heller (* 25. März 1894 in Eglisau, Kanton Zürich; † 10. August 1972 ebenda) war ein Schweizer Bildhauer der Zwischen- und Nachkriegszeit.

## Leben und Werk
Ernst Heller studierte nach einer abgebrochenen Lehrerausbildung zunächst an der «Böcklinschule» in Zürich Malerei. Durch zwei Mäzene massgeblich unterstützt, setzte er Ende 1913 seine Kunststudien an der Schule von Arthur Lewin-Funcke unter Martin Brandenburg und Lovis Corinth fort. Im Jahr 1915 machte er dort die Bekanntschaft seiner späteren ersten Frau, der deutschen Malerin Ilse Lazard. Zurück in der Schweiz verlegte er sich ganz auf die Bildhauerei und absolvierte bis 1919 ein Volontariat beim Zürcher Bildhauer Hermann Haller. Bereits in dieser Phase gelangen ihm im Jahr 1917 mit der Büste Portrait Ferdinand Hodler (Kunsthaus Zürich) sowie der als Kriegsmahnmal gedachten Skulptur Gefallener Arbeiten. Eine Porträtbüste des befreundeten Malers Cuno Amiet entstand ein Jahr später.

Büste von Ferdinand Hodler, 1917

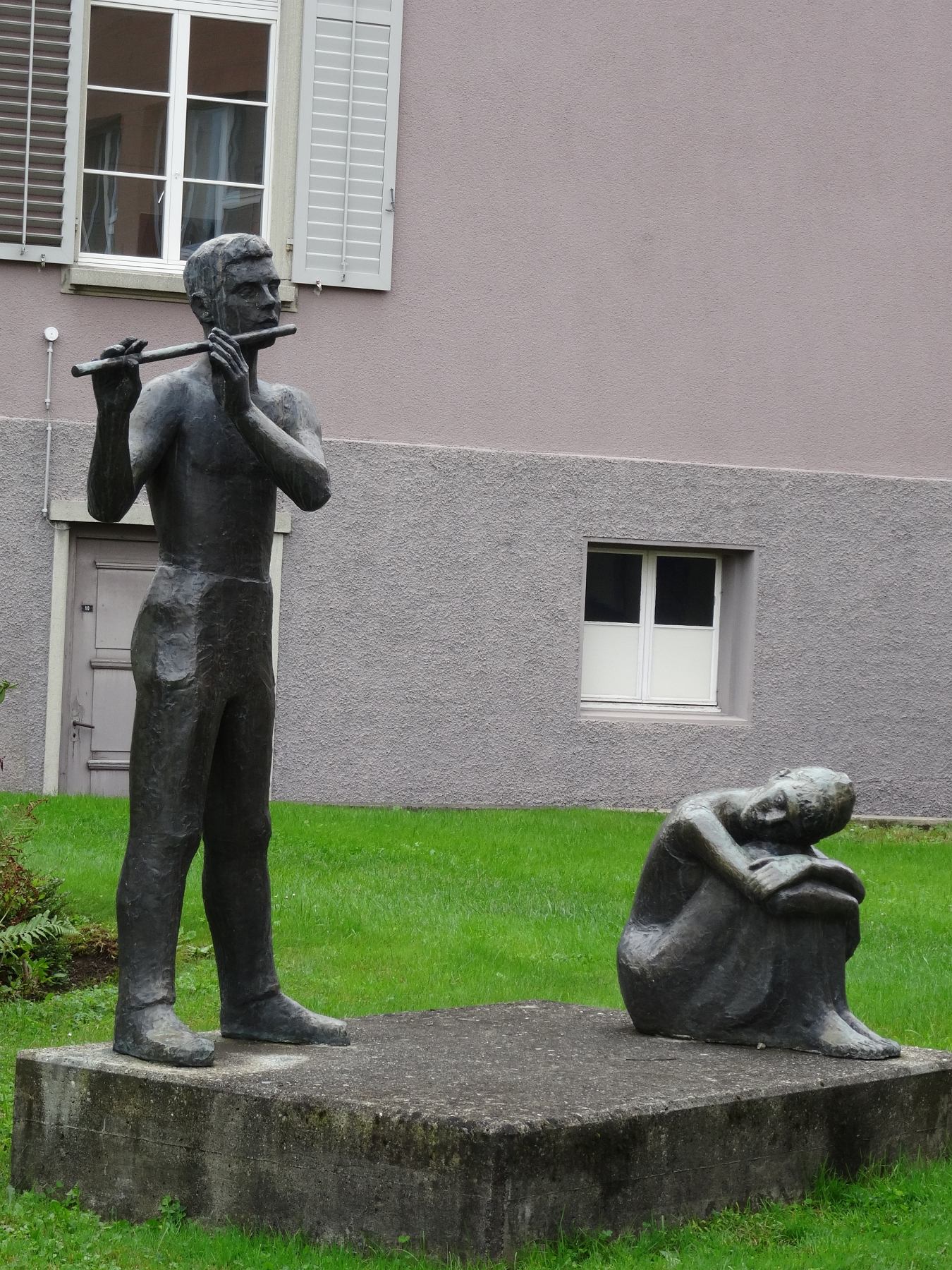
1965, Stehender Jüngling mit Flöte, lauschendes Mädchen. Spital Uster

Im Jahr 1918 erfolgte die Heirat mit Ilse Lazard. Ende 1919 verlegte das Paar seinen Wohnsitz nach Rom, um die antike und klassische Kunst des Mittelmeerraums zu studieren. Mit seiner Grosskulptur L’offerta oder Das Gebet (später Adorant) vertrat er in der Biennale in Rom 1923/1924 zusammen mit Hermann Haller die schweizerischen Bildhauer. Das Werk kann heute im öffentlichen Park Villa Alma in Männedorf ZH besichtigt werden. Über die genaue Entstehungszeit einer expressiven Serie kleiner erotischer Reliefs besteht Unsicherheit.
Im November 1927 bezog das Paar neue Räumlichkeiten in Paris-Montparnasse. Mit Ausnahme des Knaben mit Nelke (Gemeindehaus Kilchberg) erwarben Private seine Arbeiten der nachfolgenden Zeit. Der monumental konzipierte Schwimmer wurde an der grossen, internationalen Plastik-Ausstellung vom Sommer 1931 in Zürich vor dem Hauptportal der Alten Kantonsschule prominent platziert. Er steht heute in seinem Heimatort Eglisau. Nach dem Tod Ilse Lazards im Jahr 1934 heiratete er seine ehemalige Schülerin, die Bildhauerin Maja Klauser (1912–2000). Im Jahr 1938 bezogen sie in der Schweiz ihr neues Atelierhaus in Eglisau.
Als eines der ersten einer längeren Serie von Werken im öffentlichen Raum wurde im Jahr 1941 der Grüne Heinrich-Brunnen in Glattfelden eingeweiht. In der Nachkriegszeit wurde es ihm ermöglicht, seiner Neigung entsprechend mehrfach Skulpturen-Gruppen, Brunnenanlagen etc. spezifisch für eine Situation zu entwerfen und zu verwirklichen, so im Jahr 1945 die Gruppe Spielende Kinder beim Rathaus Arbon resp. im Jahr 1953 ebenda das Saurer-Denkmal Stehender Arbeiter, im selben Jahr in Dübendorf die Friedhofsskulptur Knieende Frau mit erhobenen Unterarmen, ein Jahr später in Bülach die Brunnenfigur Der gute Hirte, im Jahr 1961 in Embrach die Brunnenfigur Sitzendes Mädchen, den Kopf in die Hand gestützt, 1961 in Eglisau den siebeneckigen Schöpfungsbrunnen, 1965 beim Bezirksspital Uster die Brunnengruppe Stehender Jüngling mit Flöte, lauschendes Mädchen.
Heller hat immer figürlich gearbeitet. Seine Naturverbundenheit drückte sich auch in mannigfachen Tierskulpturen aus. So beeindruckte ihn die Monumentalität der Rinder im elterlichen Stall, die er immer wieder interpretierte. Auch Katzen, Hirsche, Rehe, Eulen und Raben inspirierten ihn. In der Nachkriegszeit hielt er zudem Licht und Natur seiner Umgebung in zahlreichen Aquarellen fest. Er pflegte Freundschaften mit dem Bildhauern Karl Geiser und Heinrich Spörri, den Malern Cuno Amiet, Johann von Tscharner, Max Hunziker, Max Gubler, Ossip Lubitsch und vielen andern.
Viele der späteren Werke entstanden in Zusammenarbeit mit seiner Gattin Maja Heller-Klauser, wobei er dies nur selten erwähnte. Spezifisch notiert ist diese zweifache Urheberschaft bei der Dreiergruppe von Terrakotta-Reliefs im Eglisauer Gemeindehaus: Stimmbürger, Brautpaar, Weinlese. Klar erwiesen ist, dass die erwähnte Skulptur eines sitzenden Mädchens auf einem Entwurf der Künstlerin basiert.

## Werke

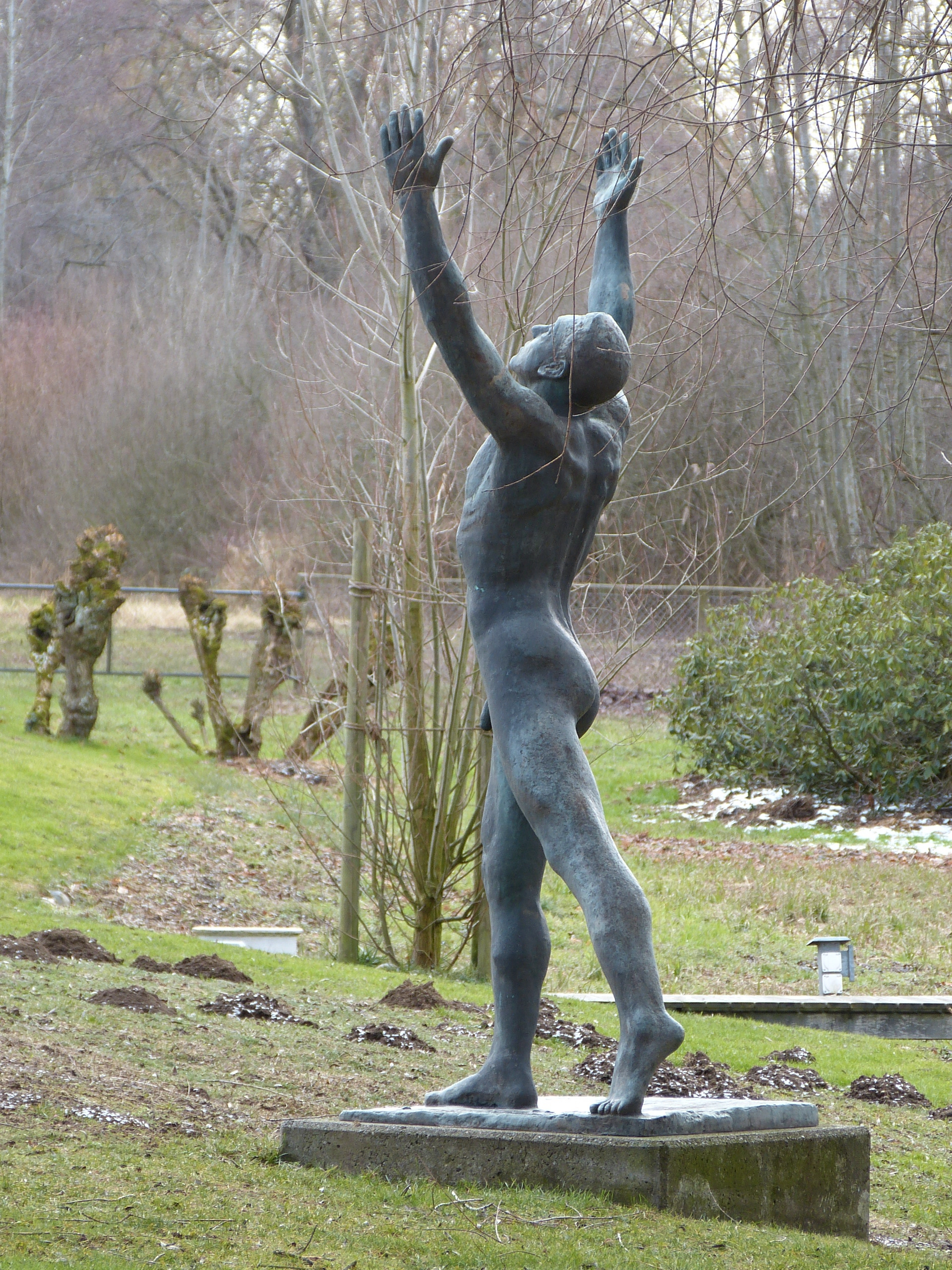
L’Offerta, 1923, Werkkatalog Nr. 48
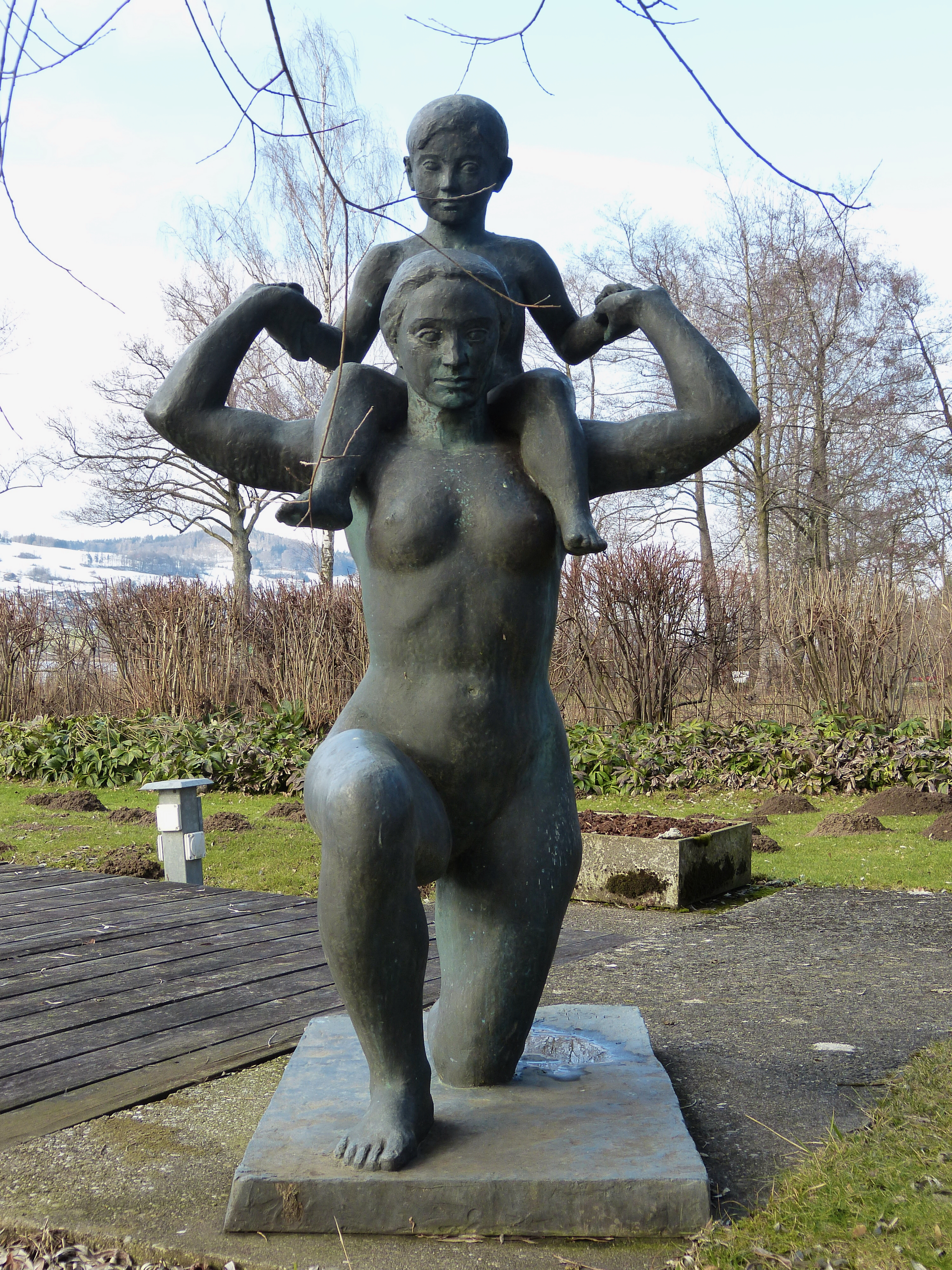
Kniende Mutter mit Kind, 1934, Werkkatalog Nr. 100
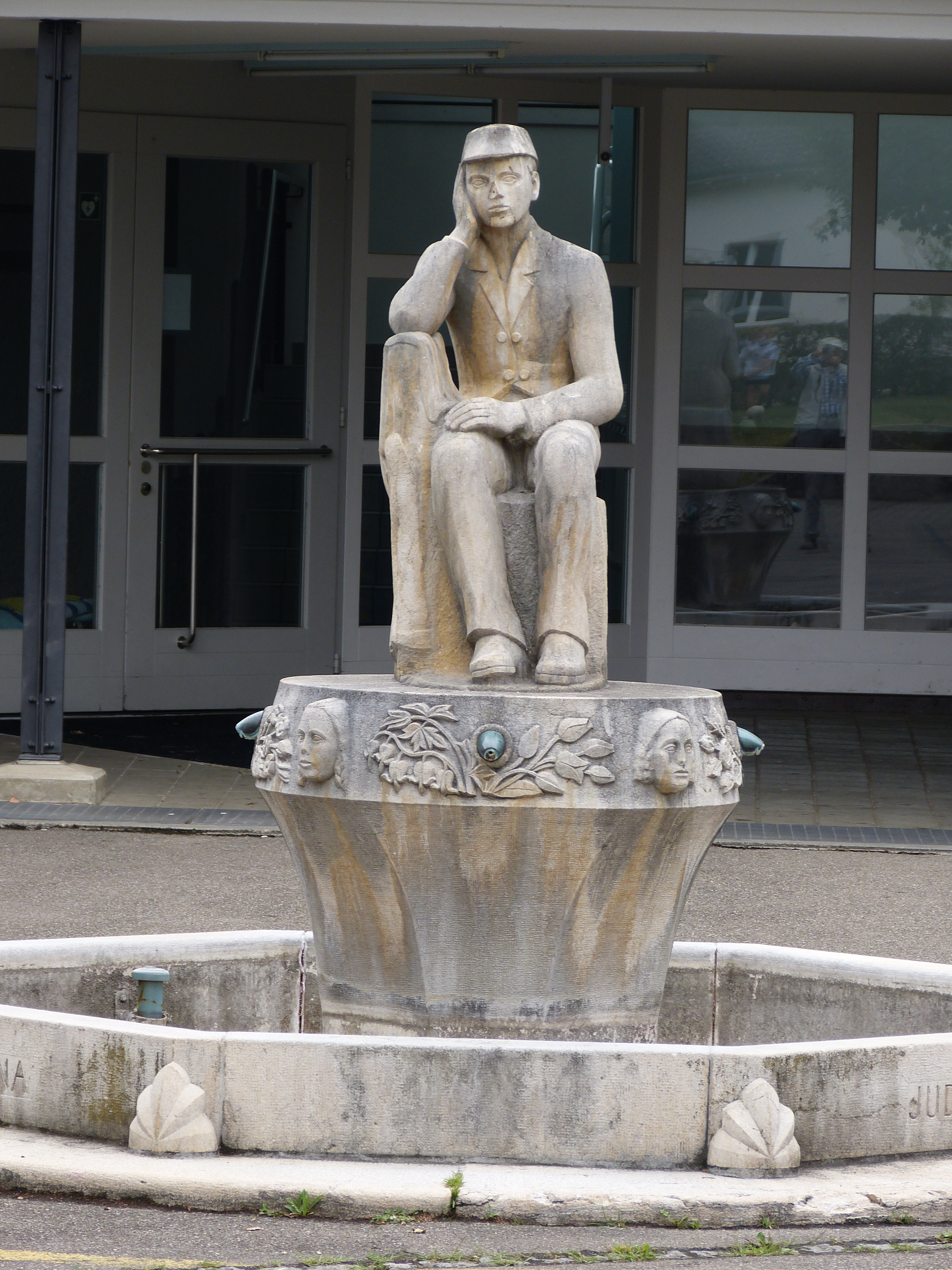
Grüner Heinrich-Brunnen, 1941, Werkkatalog Nr. 114, Standort: Glattfelden
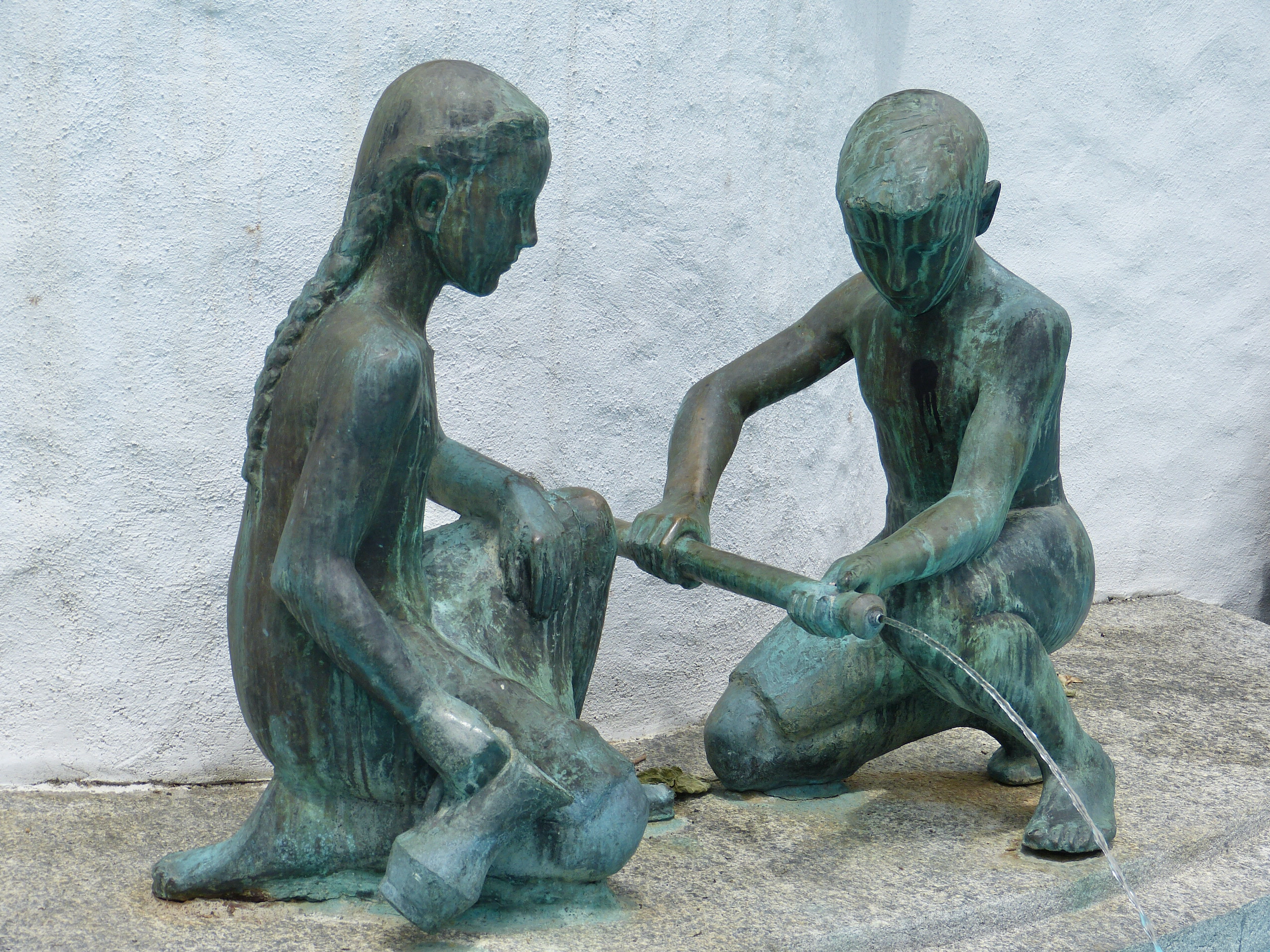
Spielende Kinder, 1945, Werkkatalog Nr. 122, Standort: Arbon
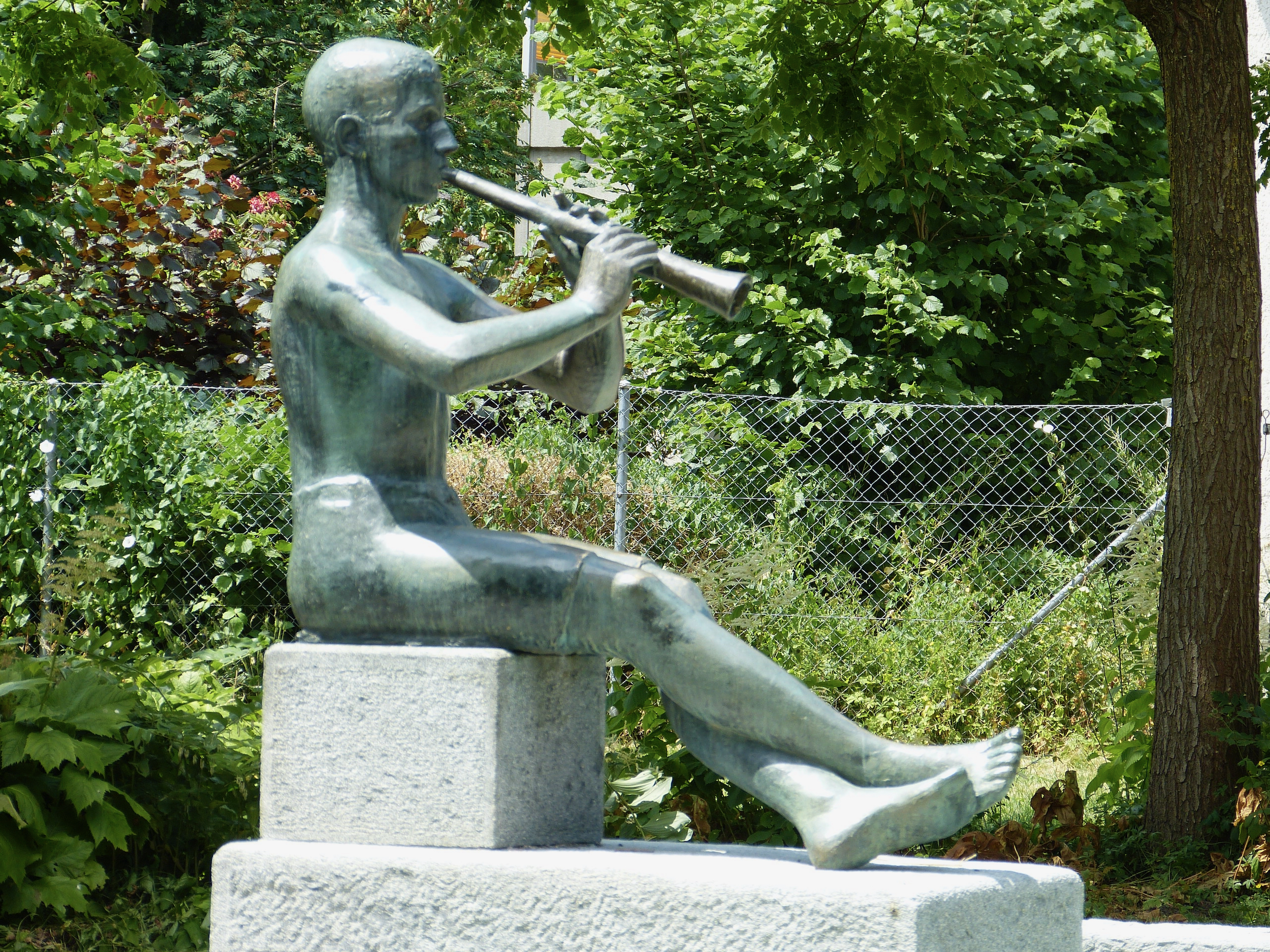
Klarinettenspieler, 1952, Werkkatalog Nr. 139, Standort: Arbon
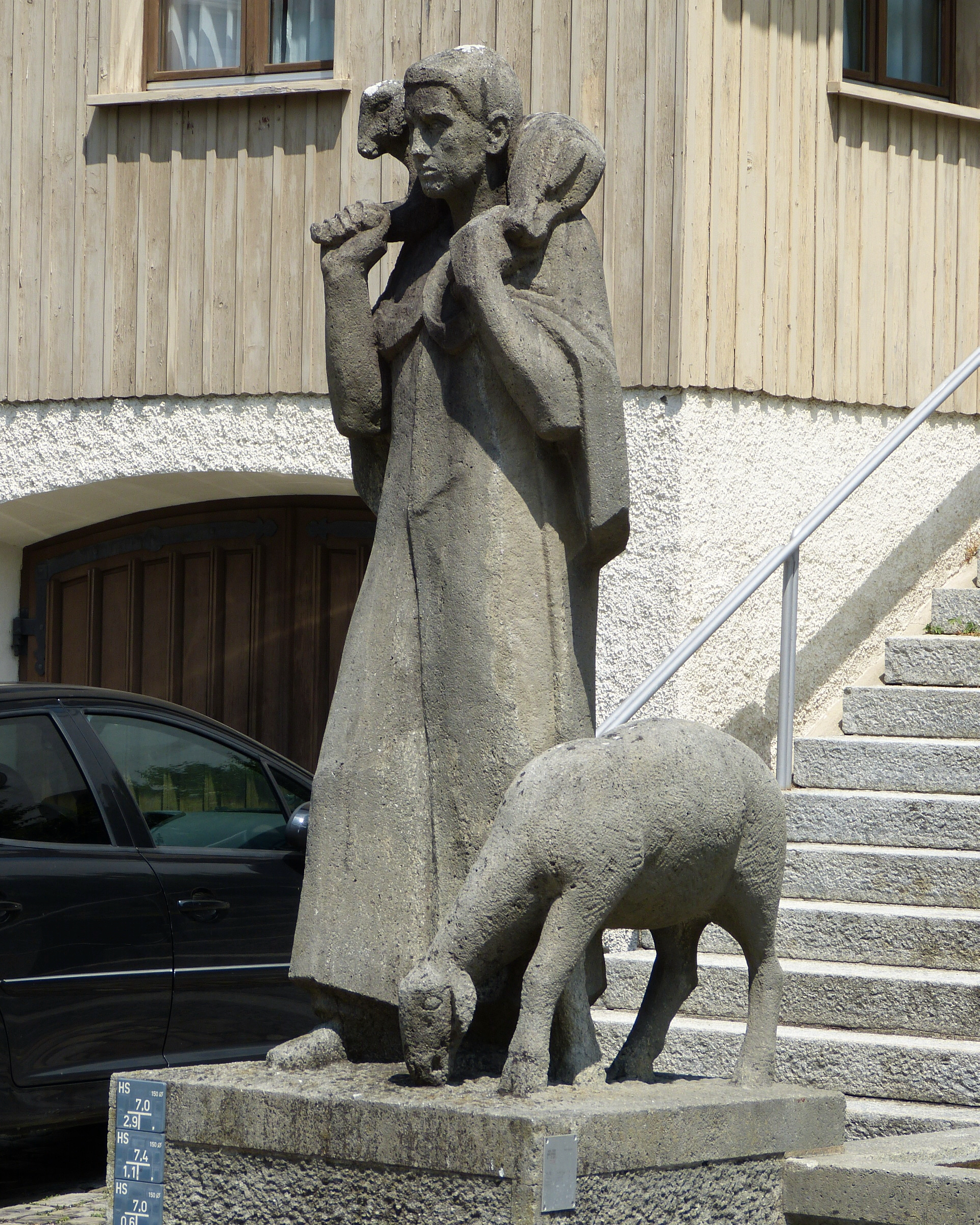
Guter Hirte, Muschelkalk, 1955, Werkkatalog Nr. 149, Standort: Bülach
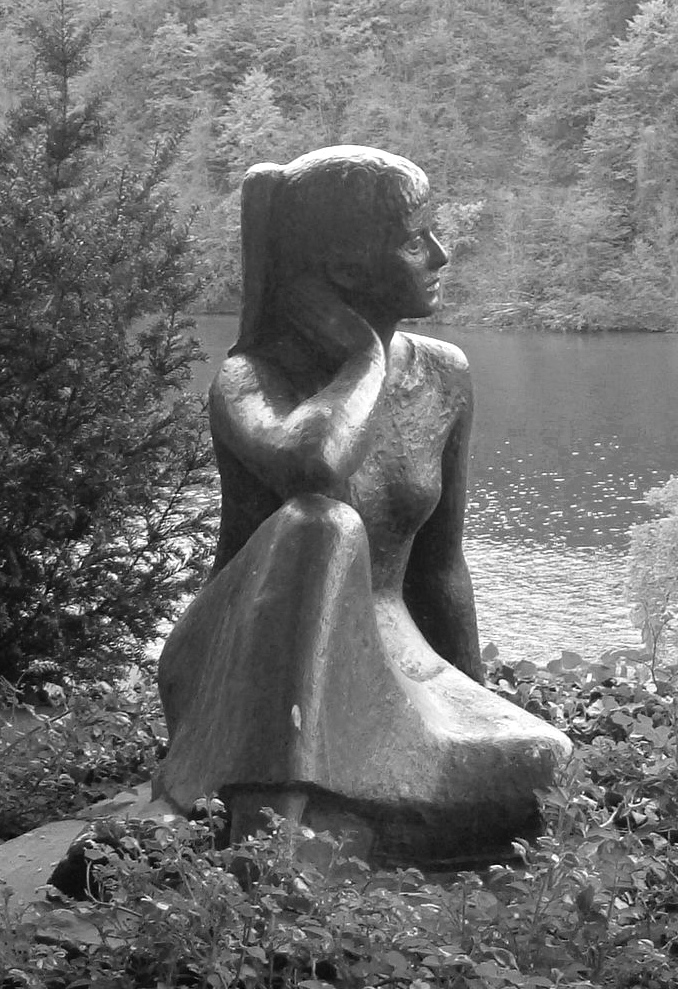
Sitzendes Mädchen, Bronze, H 120 cm, 1962, Werkkatalog Nr. 164, Standort: Eglisau
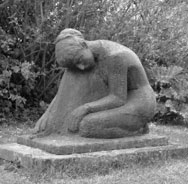
Ruhende Bronze, 1972, Werkkatalog Nr. 177, Privatbesitz